# Kaddour M'Hamsadji

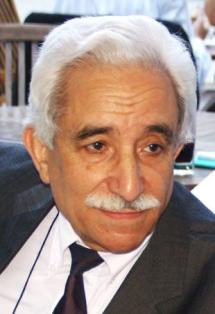
Kaddour M'Hamsadji, 2009

Kaddour M'Hamsadji (* 8. August 1933 in Sour El Ghozlane) ist ein algerischer Schriftsteller.
M'Hamsadji war als Journalist tätig und verfasste Erzählungen, Romane, Märchen, Gedichte und Dramen.

## Werke (Auswahl)
- Die Gazelle, Erzählung, 1958 aus dem Französischen übersetzt von Renate Vogt
- La dévoilée, Drama, 1959
- Oui, Algérie, Gedichte, 1965
- Le coq du bûcheron, Märchen, 1967
- Fleurs de novembre, Erzählungen, 1969